# Armada espagnole en Irlande
Pour les articles homonymes, voir Armada.

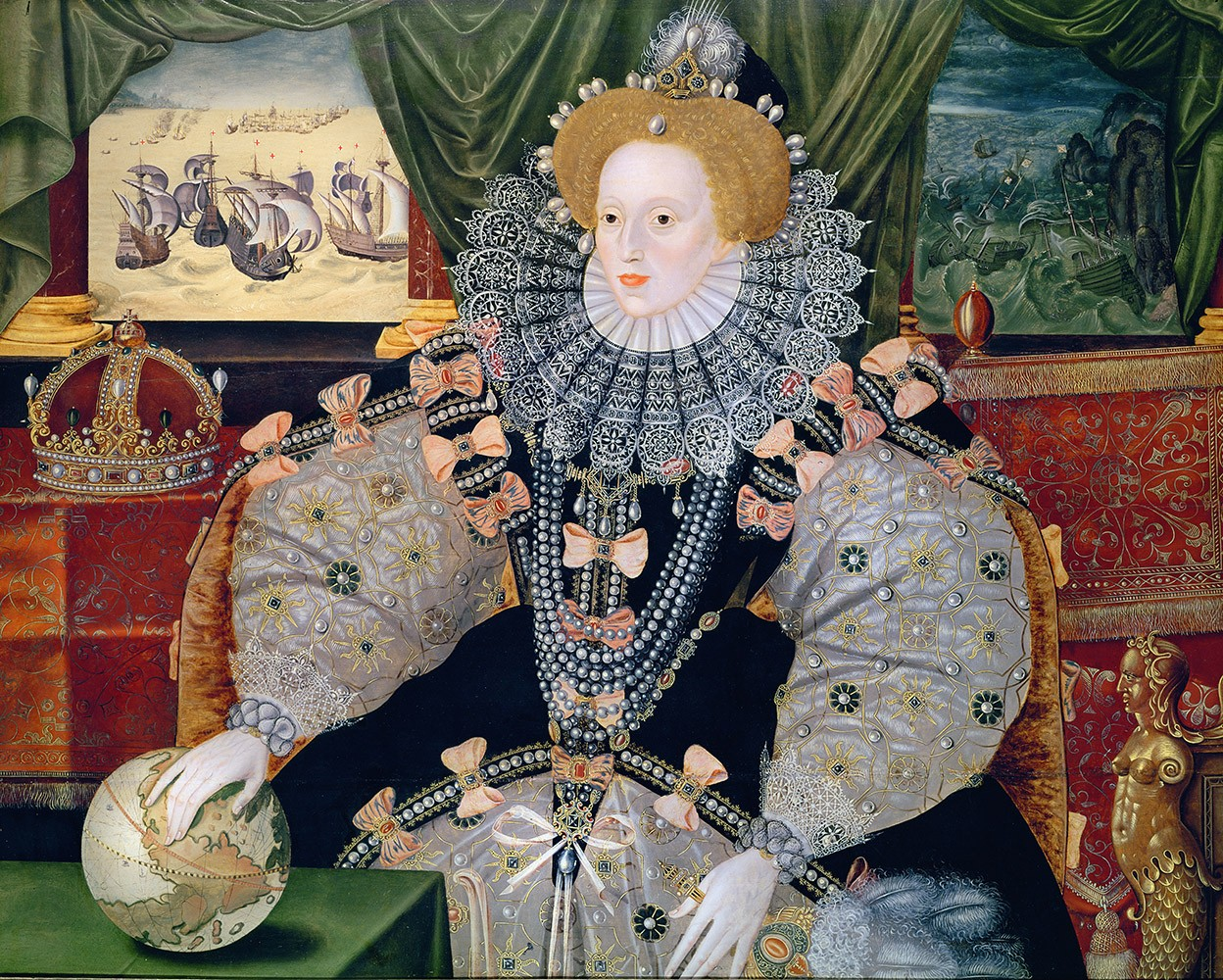
Élisabeth Ire, Portrait commémorant la défaite de l'Invincible Armada. À droite une représentation du naufrage de la flotte sur les côtes irlandaises.

L'Armada espagnole se trouve en Irlande en septembre 1588, lors de son voyage de retour, après l'échec du projet de Philippe II d'invasion de l'Angleterre d'Élisabeth Ire, au cours de la guerre anglo-espagnole de 1585-1604.
24 navires sur les 130 de l'Armada font naufrage sur la côte rocheuse, longue de 500 km, qui s'étend du comté d'Antrim au comté de Kerry. Beaucoup de survivants sont mis à mort, mais un assez grand nombre réussit à s'échapper. On estime que 5 000 hommes de l'Invincible Armada sont morts en Irlande.

## Contexte

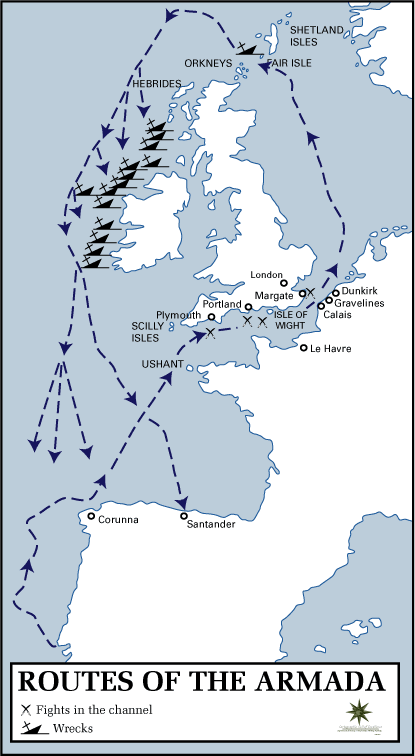
Route prise par L'Armada espagnole.

### L'échec du projet d'invasion de l'Angleterre (8 août 1588)
L'Invincible Armada (en espagnol Grande y Felicísima Armada, en anglais Spanish Armada), est une flotte de 130 navires qui appareille de Lisbonne en mai 1588, sous le commandement d'Alonso Pérez de Guzmán el Bueno y Zúñiga, duc de Medina Sidonia, dans le but d'amener en Angleterre, avec laquelle l'Espagne est en guerre depuis 1585, une force d'invasion d'environ 50 000 hommes, dont 30 000 issus de l'armée des Pays-Bas espagnols, qui doivent être embarqués en Flandre.
Après quelques engagements dans la Manche avec la flotte anglaise, elle arrive le 7 août dans la zone de Calais-Gravelines. Elle subit alors une nouvelle attaque anglaise sous la forme de huit navires incendiaires, qui mettent le désordre dans l'Armada ; celle-ci est alors entraînée vers la mer du Nord au cours de la bataille de Gravelines, qui occasionne dans ses rangs peu de pertes, mais remet en cause l'opération d'embarquement des soldats supplémentaires.
Après cette semi-défaite dans la Manche, le duc de Medina Sidonia renonce à la poursuite de l'opération d'invasion et décide de rentrer en Espagne par la mer du Nord et l'Atlantique Nord en contournant l'Ecosse.

### La flotte au sortir de Calais-Gravelines
Le duc de Medina Sidonia a encore 120 navires sous son commandement, avec près de 30 000 hommes à bord. Sur les 130 navires initialement déployés, l'Armada n'a perdu que six grands navires ; et quelques pataches ont été envoyées en mission de communication. Beaucoup de navires ont été endommagés par des tirs ou sont à court de fournitures, ce qui les rend peu aptes à la navigation dans l'océan Atlantique. Certains ont dû couper leurs ancres pour échapper aux brûlots, ce qui a gravement diminué leur capacité à naviguer près des côtes. L'Armada est cependant réparable et constitue toujours une menace qui ne peut être prise à la légère : En contournant l'écosse elle peut éventuellement retourner dans la Manche pour poursuivre le combat.
La flotte est aperçue le 18 août 1588 par une bark de Southampton qui pêchait à environ 58 kilomètres au sud-est de Sumburgh Head, dans les Shetland. Les pêcheur dénombrent environ 100 vaisseaux faisant route vers l'ouest, avec un vent arrière d'est ou de nord-est. Les Espagnols prennent tout le poisson séché des pêcheurs en le payant généreusement. Ils embarquent aussi quelques capitaines et pilotes, bien qu'il soit peu probable que des pilotes qualifiés aient été contraint de pêcher pour gagner leur vie. Les pêcheurs font rapport des mouvements de l'Armada, mais il leur faut cependant sept jours pour rejoindre Moray Firth, et leur rapport n'arrive à Londres que le 1er septembre. Ce rapport confirme que l'Armada retourne en Espagne en contournant l'Écosse. La flotte anglaise avait cessé de poursuivre l'Armada, la 12 août à Tyneside, et Londres se trouvait donc désespérément dépourvue d'informations valides sur les intentions des Espagnols depuis plus de deux semaines.
Les cartes de navigation sont primitives (les cartes de Lucas Janszoon Waghenaer et Gérard Mercator sont publiées peu de temps après l’expédition) et la meilleure formation et expérience que peuvent avoir les équipages dans les techniques de navigation à l'estime et à la latitude, reste très éloignée de ce qui est nécessaire pour amener la flotte en toute sécurité à bon port

### La route suivie jusqu'en Irlande
Lors d'une conférence tenue par les commandants de l'Armada sur le navire amiral, certains proposent de partir vers la Norvège, d'autres vers l'Irlande. Le plan choisi par l'amiral prévoit de border les côtes de la Norvège, avant de se diriger vers le méridien des îles Shetland et le Rockall[pas clair]. Ce plan permettrait à la flotte de passer à 160 km au nord des îles Shetland. Une fois au large dans l'Atlantique, les navires prenant la direction du sud passeraient à environ 650 km de l'estuaire du Shannon, sur la côte ouest de l'Irlande, la flotte ayant alors un parcours dégagé vers le nord de l'Espagne.

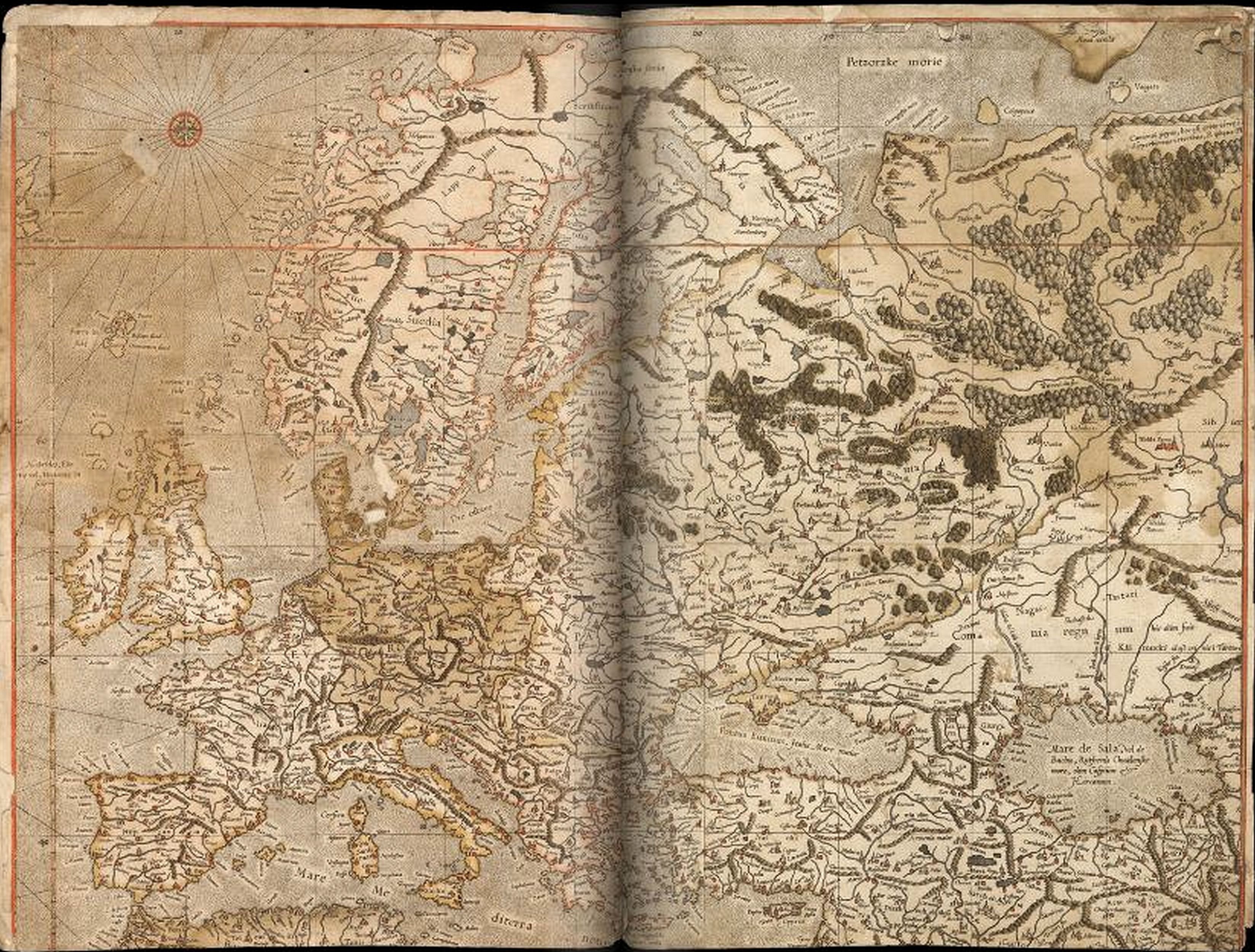
Carte de Mercator de l'Europe: la côte ouest de l'Irlande à l'extrême gauche.

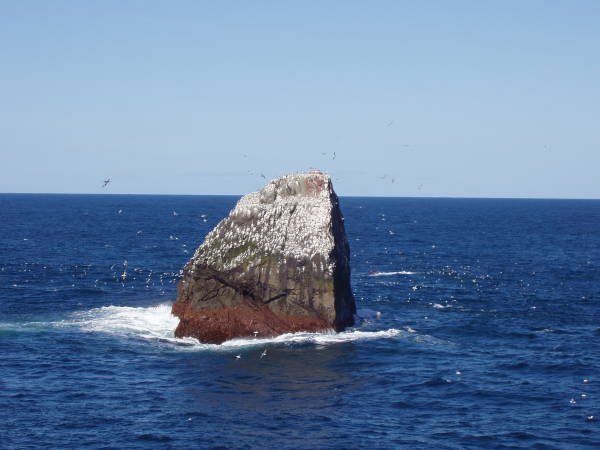
Rockall, un petit îlot rocheux isolé dans l'océan Atlantique Nord à environ 430 kilomètres (270 miles) au nord-ouest de Donegal.

Les ordres d'appareillage de l'Armada n'ont pas pu être tenus. L'Armada ne réussit pas à prendre le cap vers le nord des îles Shetland (parallèle 61,5 N) ; le 20 août, elle passe entre les îles Orcades et Fair Isle, au sud des Shetland, ce qui la mène dans l'Atlantique sur le parallèle 59,5. De là, elle doit naviguer à partir de North Uist dans les îles Hébrides jusqu'à apercevoir l'îlot lointain de Rockall.
Mais des vents du sud soufflent du 21 août au 3 septembre, suscités par un anticyclone centré sur la Scandinavie, ce qui empêche la flotte de naviguer à l'ouest-sud-ouest comme prévu. Un rapport révèle la frustration des navigateurs – « We sailed without knowing whither through constant fogs, storms and squalls »[réf. nécessaire] – qui naviguent sans savoir où, à travers brouillards constants, des tempêtes et des bourrasques.
À cela s'ajoute une erreur de calcul sur la position de l'Armada. Les navigateurs ne se rendent pas compte de l'effet de la dérive nord atlantique, de direction est, occasionnée par le Gulf Stream, qui entrave la progression de la flotte, à raison d'environ 30 km par jour. Le trésorier du San Juan Bautista, Marcos de Aramburu, tient un journal de sa progression à partir de fin août, quand le reste de la flotte est en vue. La conclusion de ses observations est que la position estimée de son navire est fausse : sa position réelle est à environ 480 km plus à l'est, donc dangereusement proche des côtes d’Écosse et d'Irlande.
Au bout de sept semaines, l'objectif de la flotte est de toucher terre, prendre des provision et effectuer des réparations, mais la navigation dans ces eaux exige une connaissance intime. L'expérience des marins espagnols, dans l'inextricable complexité des conditions de l'Atlantique Nord est largement confinée aux voyages commerciaux vers le sud et le sud-ouest de l'Irlande, et il est probable que les pilotes de la flotte préférèrent suivre l'itinéraire de l'amiral, malgré les difficultés rencontrées à bord de leurs navires.[pas clair]
84 des navires vont cependant réussir à éviter le littoral et rentrer en Espagne, à des degrés variables de détresse. Le reste de la flotte est drossé vers les côtes irlandaises : probablement 28 navires, notamment plusieurs galions et de nombreux navires marchands convertis, qui fuient avec peine, mâts et gréement endommagés, et la plupart sans ancres. Ces navires semblent avoir maintenu le contact jusqu'au début de septembre, avant d'être dispersés par un vent de sud-ouest, décrit par un fonctionnaire du Gouvernement irlandais – the like whereof hath not been seen or heard for a long time (« comme on n'en avait jamais vu de semblable auparavant »). En quelques jours, cette flotte en perdition touche l'Irlande.

### Les réactions des autorités anglaises de Dublin
En août 1588, le chef de l'administration de la Couronne à Dublin, le Lord Deputy d'Irlande William Fitzwilliam, est informé de ce que la bataille dans la Manche aurait été remportée par les Espagnols ; selon les mêmes sources, une invasion de l'Angleterre serait en cours ; les Espagnols erreraient dans l'Atlantique et l'ensemble de la flotte serait sur le point de fondre sur les côtes irlandaise[pas clair]. Les Anglais craignent que les Espagnols effectuent un véritable débarquement, accompagné d'un soulèvement des Irlandais, dans des territoires encore mal contrôlés par le gouvernement. L'inquiétude des Anglais de Dublin est à son comble, aussi Fitzwilliam publie de faux rapports selon lesquels des renforts viendraient d'Angleterre (10 000 soldats).
Mais bientôt, des renseignements fiables arrivent selon lesquels des navires se sont échoués de manière chaotique en différents endroits dans les provinces d'Ulster, Connacht et le Munster, le long d'une côte couvrant 480 km (300 miles). Fitzwilliam ordonne que tous les Espagnols atteignant la terre soient capturés et pendus sommairement ; toute personne qui les aiderait serait accusée de trahison envers la Couronne et incarcérée.

## Les navires espagnols en Irlande

### Comté de Munster

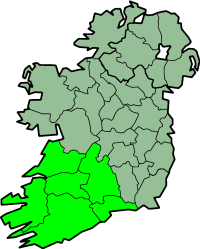
La province de Munster.

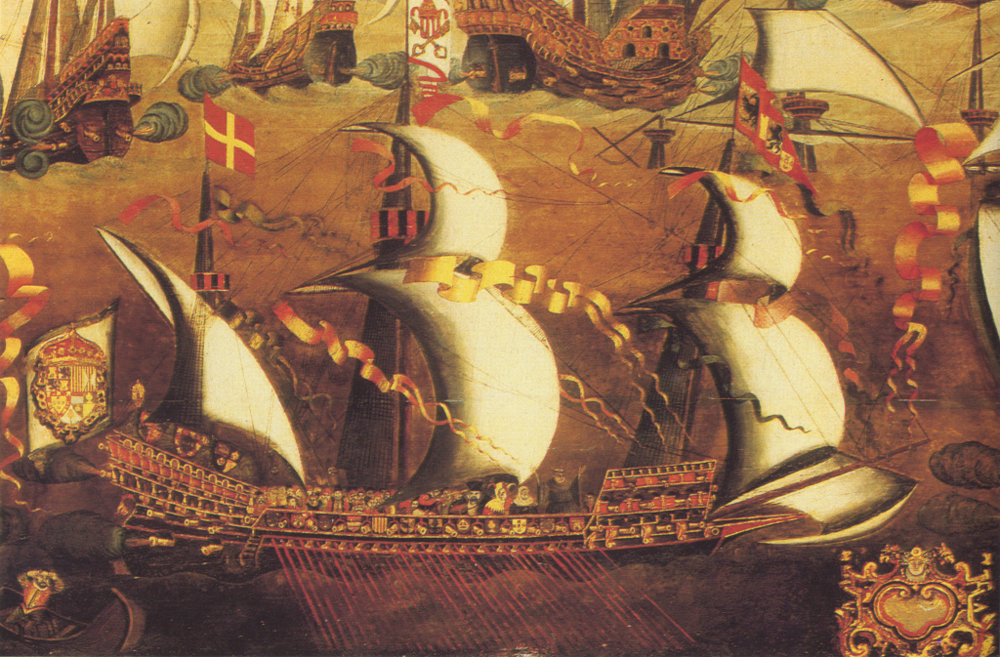
Une galéasse de l'Armada, similaire au Zuñiga, dépeinte dans un dessin anonyme de Greenwich.

L'Armada accoste d'abord dans la province méridionale de Munster, qui a été colonisée par les Anglais en 1583, à la suite de la suppression de la dernière des rébellions des Geraldines du Desmond. Fitzwilliam reçoit des ordres de Londres pour y mener une expédition, et les renseignements du gouverneur de Connacht, Richard Bingham, bientôt confirment que d'autres débarquements se déploient tout au long de la côte ouest et nord du pays.
Thomond
De nombreux navires sont aperçus au large des côtes du comté de Clare : quatre à Loop Head, dont deux échoués, compris le San Esteban – 700 tonnes, 264 hommes– à Doonbeg, et probablement le San Marco (790 tonnes – escadron de Portugal, 409 hommes, 33 canons ) fortement endommagé, à Lurga Point (moderne Seafield, Quilty, comté de Clare à l'intérieur de Mutton Island. Tous les survivants sont mis à mort par le shérif de Clare, Boetius MacClancy (certains, selon la tradition, à Gallows Hill, mais plus probablement à Cnoc na Crocaire, Spanish Point). Sept navires jettent l'ancre à Scattery Roads, probablement accompagné par un pilote qui connait les côtes. Leur accostage est repoussé, mais ils réussissent à s'approvisionner et à réparer leurs navires. Un galion, L' Anunciada, est incendié et sabordé hors Kilrush le 12 septembre, et l'équipage transféré sur le Barco de Dantzig, qui les mène en sécurité en Espagne après que l'escadron a quitté l'estuaire du Shannon, le 11 septembre.
Fenit
Le sloop Nuestra Señora del Socorro – 75 tonnes) ancré à Fenit, à Tralee Bay sur la côte de Kerry – est remis aux officiers de la couronne. Les 24 hommes à bord sont placés en détention et doivent marcher sur le château de Tralee. Sur ordres de Lady Margaret Denny, ils sont tous pendus à un gibet.
Île de Valentia
Le Trinidad fait naufrage sur la côte de Desmond - probablement sur l'Île de Valentia, au large de la côte du sud Kerry (il n'y a pas de détails sur cet événement).
Liscannor
La galéasse à aviron Zuñiga – 290 canons, Naples – au large des côtes, gouvernail cassé, a trouvé une brèche dans les Cliffs of Moher qui surplombent la mer sur plus de 220 mètres. Le navire est placé sous la surveillance du shérif de Clare, et quand un bateau à rames est envoyé à terre à la recherche de fournitures, les Espagnols attaqués par les forces de la Couronne doivent se retirer sur leur navire. Un captif est prélevé sur le groupe pour interrogatoire. Le Zuñiga échappe à la côte par vents favorables, s'arrête au Havre où il reste immobilisé pour réparation jusqu'en juillet 1589, et peut rentrer à Naples l'année suivante.
Îles Blasket

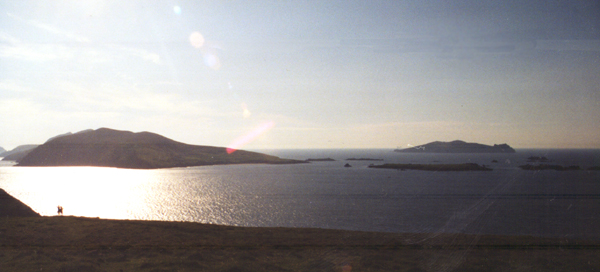
Recalde a navigué à travers l'espace entre la pointe de la Grande Blasket et Carraig Fhada (à droite du centre) pour entrer dans le bras de mer (premier plan). Des guetteurs de l'armée de la couronne auraient partagé ce point de vue du haut de la falaise de la péninsule de Dingle.

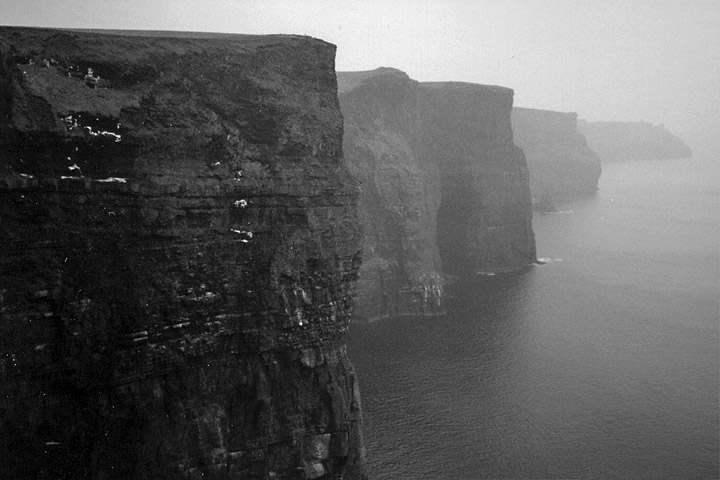
Falaises de Moher, en regardant au sud depuis Hag's Head.

Un des commandant de l'Armada, Juan Martínez de Recalde, a déjà une expérience des côtes irlandaises: en 1580 il a débarqué une force d'invasion papale dans la péninsule de Dingle, dans la course au siège de Smerwick ; et il réussit l'évasion d'une escadre anglaise de navires de guerre. Dans l'Armada, il est le commandement du galion San Juan de Portugal – 1 150 tonnes, 500 hommes, 50 canons), de l'escadron de Biscaye – qui avait engagé le combat avec la flotte anglaise dans la Manche et tenu éloigné le Revenge de Francis Drake, le Victory de John Hawkins et le Triumph de Martin Frobisher. Après la défaite de Gravelines, le galion de Recalde emmène à sa suite le San Juan Bautista (750 tonnes, 243 hommes) et un autre petit bateau (presque certainement un smack de pêche écossais saisi pour assistance à la navigation et travail côtier. Comme ces navires se rapprochent de la côte du Kerry, Recalde aperçoit le mont Brandon sur la péninsule de Dingle et, à l'ouest, les autres îles Blasket, un archipel complexe parsemé de récifs. Recalde se dirige vers les îles à la recherche d'un abri, naviguant au milieu d'une houle de travers à intervalles serrés, à l'extrémité orientale de la Grande Ile de Blasket. Son galion va de biais ; pour calmer l'eau et il mouille l'ancre sur un fond de sable, sous des falaises abruptes. Le San Juan Bautista et le smack suivent immédiatement. Le mouillage est fait de telle manière que le moindre vent doit pouvoir pousser les navires au large, les amenant ainsi directement vers la mer ouverte. C'est une manœuvre difficile, exigeant une connaissance préalable de la côte. Les navires de Recalde demeurent à l'abri plusieurs jours, et une force de la couronne dirigée par Thomas Norris (frère du soldat, John Norris) et Edward Denny (époux de Lady Denny) arrive à Dingle pour prévenir un débarquement. Recalde envoie une équipe de reconnaissance à terre, mais les huit membres d'équipage sont capturés. Un coup de vent ouest occasionne une collision entre le San Juan de Portugal et le San Juan de Bautista. Lorsque le vent tombe un autre navire, le Santa Maria de la Rosa, entre dans le bras de mer du nord et tire un coup de canon en signal de détresse. Lorsque la marée reflue, les navires de Recalde tiennent leur ancrage dans la partie la plus abritée du bras de mer, tandis que le Santa Maria de la Rosa dérive et puis tout simplement coule - peut-être en buttant sur le Stromboli Rock - laissant un survivant, un jeune garçon, interrogé par les Anglais. Les informations délivrées par le survivant montrent que le capitaine de la Santa Maria de la Rosa a accusé le pilote de traîtrise et l'a transpercé d'une épée, alors que le navire commençait à couler; Il affirme également que le prince d'Ascoli, fils naturel du roi d'Espagne, a sombré avec le navire. Cette information est fausse, mais s'ajoute à la propagande utile aux Anglais.
Deux autres navires entrent dans le bras de mer, le San Juan de Ragusa, l'autre non identifié. Le San Juan de Ragusa, en détresse, coule peut-être en percutant le récif Dunbinna. Le San Juan Bautista essaie de profiter d'une marée basse et navigue au sud sur le bras de mer, mais finit par virer de bord sur la marée montante pour éviter les nombreux récifs, avant de naviguer à travers le passage du nord-ouest. Après une nuit difficile, l'équipage est consterné de se retrouver à l'embouchure du bras de mer une fois de plus. Mais le vent souffle du sud-est, et le San Juan Bautista finalement s'échappe le 25 septembre et rentre en Espagne par une terrible tempête. Trois jours plus tard, Recalde conduit les navires restants sur le bras de mer et les ramène en Espagne, où des suites de ses blessures, il meurt très rapidement. Les survivants capturés par Denny sont mis à mort à Dingle.

### Connacht

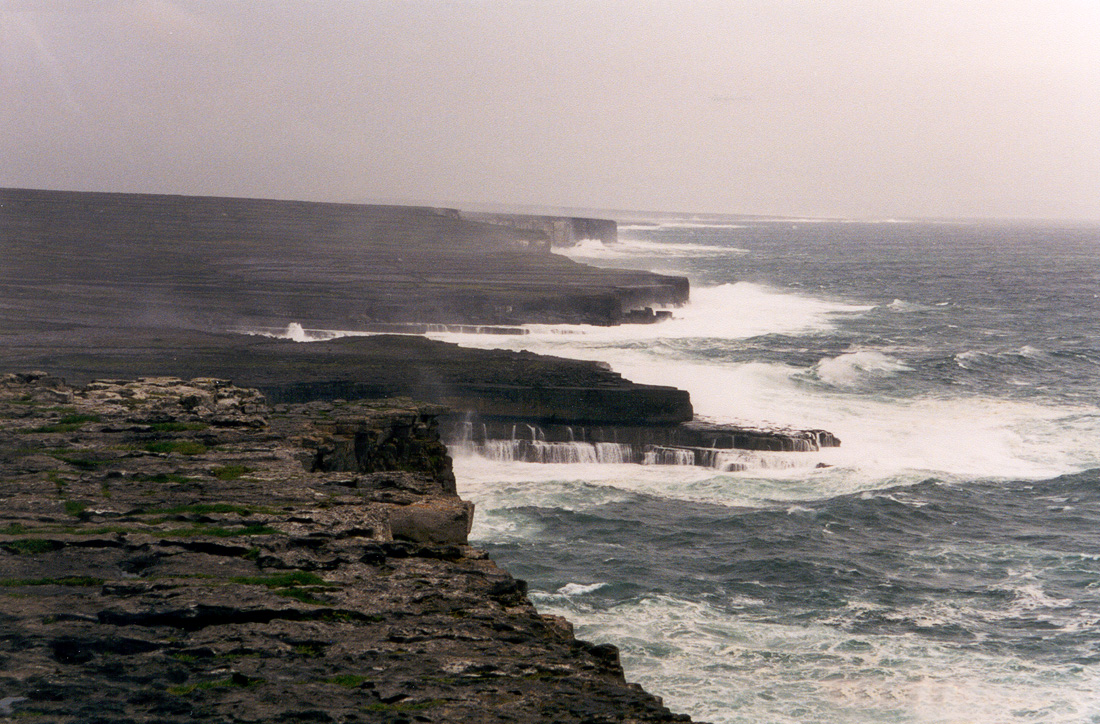
Une côte sauvage d'Inishmore, la plus large des îles d'Aran.

Le gouverneur du comté de Connacht, Richard Bingham, demande des renforts à Dublin mais sa demande est rejetée par Fitzwilliam, qui a peu de ressources à sa disposition. Une proclamation de peine de mort pour trahison est annoncée pour tout homme qui vient en aide aux Espagnols. Beaucoup de survivants sont livrés en plusieurs vagues, à Galway de partout dans la province. Dans la première vague, 40 nobles sont mis de côté en vue d'une demande de rançon, et 300 hommes sont exécutés. Plus tard, sur les ordres du Fitzwilliam, tous les nobles non armés, avec six garçons néerlandais qui sont tombés en détention provisoire par la suite sont exécutés. En tout, 12 navires ont fait naufrage sur la côte de Connacht, et 1 100 survivants sont exécutés,.
Galway

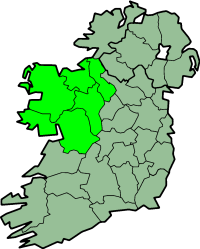
Comté de Connacht

Le Falcon Blanco (300 tonnes, 103 hommes, 16 canons) et le Concepción de Juanes del Cano de Biscay (225 hommes, 18 canons) et un autre navire inconnu sont entrés dans la baie de Galway. Le Falcon Blanco atterrit à Barna, 5 km à l'ouest de la ville de Galway, et la plupart des personnes à bord débarquent sur le rivage. Le Concepción de Juan del Cano échoue à Carna, 30 km plus à l'ouest, attiré vers la rive par les feux d'une partie des naufrageurs du clan O'Flaherty.
Comté de Sligo
Trois navires de l'escadron du Levant, ancrés près Streedagh Strand, dix miles au nord de la ville de Sligo sont drossés contre les côtes et réduits en morceaux. 1 800 hommes se noient et peut-être 100 arrivent à terre. Parmi les survivants, le capitaine Francisco de Cuéllar a donné un compte rendu remarquable de ses expériences dans la flotte et sa course à travers l'Irlande.
- Le La Lavia, était un navire marchand vénitien et vice-amiral;
- Le La Juliana, était un navire marchand catalan;
- Le Santa Maria de Visón (de Biscione), était un navire marchand de Raguse.

Comté de Mayo
En septembre un galion fait naufrage à Tyrawley (Comté de Mayo). La tradition veut qu'un autre navire fait naufrage dans les environs, près de l'île Kid, mais aucune trace ne reste de cet événement. Aussi, le Gran Grin fait naufrage à l'embouchure de la baie de Clew. La Rata Santa Maria Encoronada échoue à Blacksod Bay , actuel comté de Mayo. Elle est rejointe par le Duquesa Santa Ana et un peu plus tard par deux autres navires dont le navire marchand Nuestra Señora de Begoña (750 tonnes, 297 hommes). Ce dernier décide de naviguer droit sur Santander, et arrive par la suite en Espagne. L'équipage du Rata Santa Maria Encoronada embarque sur le Duquesa Santa Ana qui fait route vers l’Écosse mais est contraint d'échouer, à Loughros Mor Bay, baie située actuellement entre Rossbeg et Crockacoagh, Comté de Donegal. Les deux équipages conjoints rejoignent la galéasse La Girona qui a débarqué non loin de là - à Killybegs - pour réparation de son gouvernail. Les 800 survivants des deux naufrages sont embarqués en plus de l'équipage de la Girona et celle-ci met les voiles vers l’Écosse. Le 26 octobre son gouvernail casse et la Girona fait naufrage au large Lacada Point, Comté d'Antrim non loin de la Chaussée des Géants . (Voir Le naufrage de la Girona)
Îles d'Aran
Deux navires sont aperçus au large des îles d'Aran: on ne sait pas ce qu'ils sont devenus.

### Ulster
Donegal

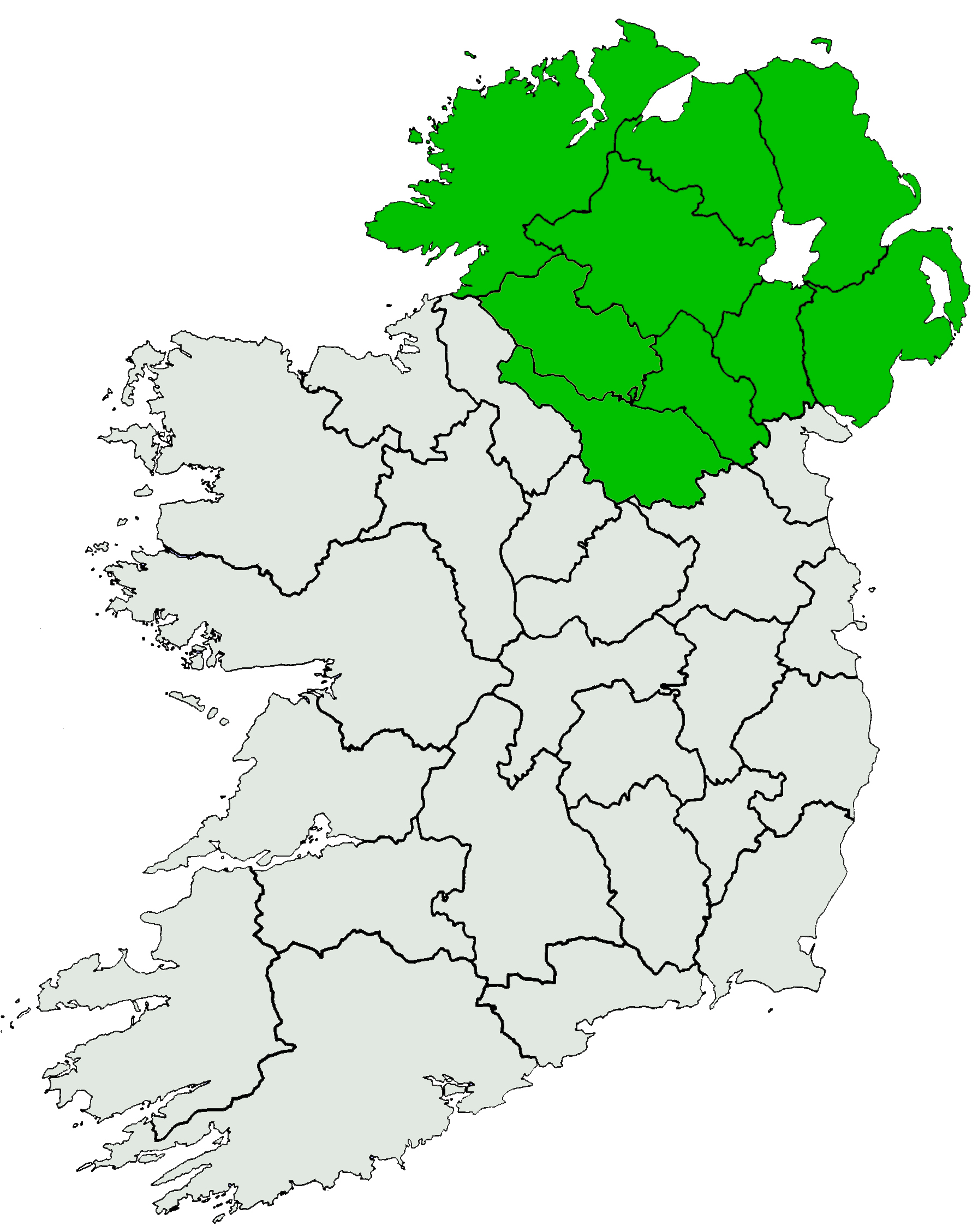
Comté d'Ulster

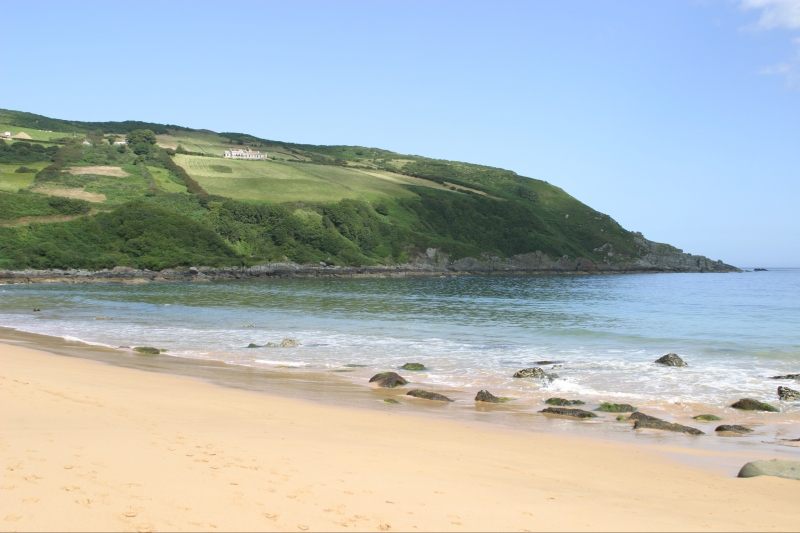
Kinnagoe Bay.

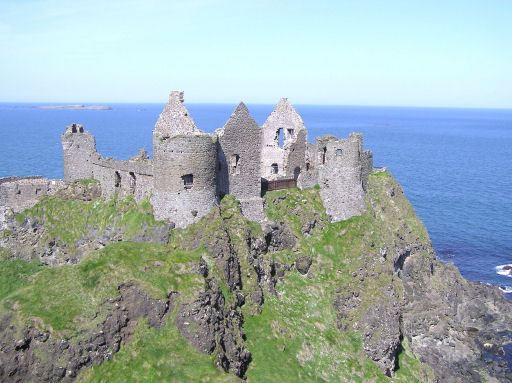
Dunluce Castle.

Le Trinidad Valencera prend plus d'eau qu'il peut être pompé. Pourtant, alors qu'il approche de la côte, il réussit à sauver 264 hommes de la Barca de Hamburgo, un autre navire submergé par une mer forte. Le Trinidad jette l'ancre dans Kinnagoe Bay où il se désagrège, à tel point que l'ordre est donné d'abandonner le navire. Des habitants sont payés pour l'utilisation d'un petit bateau, et en deux jours les 560 hommes sont transportés sur la rive. Durant la marche de sept jours vers l'intérieur du pays, la colonne des survivants rencontre une force de cavalerie sous le commandement de Richard Hovenden et Henry Hovenden frères de lait de Hugh O'Neill, 3e comte de Tyrone. Sur une promesse de sauf-conduit pour leur reddition à la garde de Fitzwilliam - donnée en présence du comte de Tyrconnell - les Espagnols déposent les armes. Les nobles et les officiers sont écartés, et 300 des hommes ordinaires sont massacrés. 150 survivants fuirent à travers la tourbière, pour se retrouver soit avec Sorley Boy MacDonnell à Dunluce ou à la maison de l'évêque de Derry, Redmond O'Gallagher et sont envoyés en Écosse. Les 45 nobles et officiers marchent sur Dublin, mais seulement 30 survivent. De Dublin ils sont envoyés à Londres pour obtenir rançon.Deux autres navires - non identifiés - ont fait naufrage sur la côte de Donegal, un à Mullaghderg, l'autre à Rinn a'Chaislean.

### Le naufrage dela Girona
Le plus grand nombre de pertes de vie eut lieu lors du naufrage de la galéasse Girona sur la côte d'Antrim après qu'elle a pris à bord de nombreux survivants d'autres navires naufragés sur la côte de Connacht. La Girona, galéasse qui avait navigué dans l’escadron Napolitain de Hugo de Moncada i Gralla (Celui-ci est mort dans la Manche), accoste au port de Killybegs. Avec l'aide d'un chef de Killybegs, MacSweeney Bannagh, l'équipage de la Girona est nourri, son gouvernail réparé; il est rejoint par les équipages du Santa Maria Rata Encoronada et du Duquesa Santa Ana qui avaient fait naufrage. Plutôt que de rester en Irlande où ils risquaient d'être découvert par des soldats anglais, Don Alonso Martínez de Leiva de Rioja, Chevalier de Santiago et second d'Zúñiga, capitaine de l'Encoronada, décide d'embarquer tout le monde et faire voile vers l'Écosse catholique. Là, ils pourraient se reposer, réparer le navire, puis mettre voile vers l'Espagne. Le navire dépasse Inishowen, mais fait naufrage à Lacada Point au large de la côte d'Antrim non loin de la Chaussée des Géants, le 30 octobre 1588, entrainant dans la mort 1 295 personnes : aux 121 marins et 186 soldats du Girona, il faut ajouter les membres d'équipage survivants des naufrages du Santa Maria Rata Encoronada et de la Duquesa Santa Ana. Moins de 10 personnes survivent, ce qui fait de ce naufrage le plus grand drame humain de la déroute espagnole. Beaucoup de corps rejetés sur la plage sont enterrés au cimetière de Saint-Cuthbert à Dunluce.

## Bilan des naufrages
Entre 17 et 24 navires de la Grande Armada sont perdus sur les côtes irlandaises, ce qui représente environ un tiers des 63 pertes totales de la flotte, et la perte d'environ 5 000 hommes. À la fin de septembre 1588, Fitzwilliam est en mesure de signaler au secrétaire de la reine, Lord Burghley, que l'alerte est close. Peu de temps après, il établit que seulement 100 survivants se trouvent encore dans le pays.
En 1596, un émissaire de Philippe II vient en Irlande rechercher les survivants, mais ne réussit à en trouver que huit.

## Suites
Après la défaite de l'Armada, les Anglais envoient leur propre flotte contre la péninsule ibérique, mais ne réussissent pas à transformer leur avantage et ils reviennent avec des pertes équivalentes.
Au point culminant de la guerre, les Espagnols débarquent 3 500 soldats dans le sud de l'Irlande pour aider le chef rebelle de l'Ulster Hugh O'Neill, au cours de la guerre de Neuf Ans (1594-1603). Cette expédition échoue également.
L'Espagne et l'Angleterre concluent finalement la paix, après la mort de Philippe (1598) et d'Élisabeth (1603), par le traité de Londres de 1604.
Le successeur d'Élisabeth, Jacques Ier, néglige sa flotte et choisit de renforcer l'influence de la couronne en Irlande : en 1607, les seigneurs gaéliques d'Ulster fuient vers le continent, la conquête anglaise de l'Irlande est en grande partie achevée et la colonisation de leurs territoires dans la « Plantation d'Ulster » totalement accomplie en 1610.

## Tableau des navires espagnols en Irlande
| Navire                       | Escadre              | Lieu                               | Destin final |
| ---------------------------- | -------------------- | ---------------------------------- | --- |
| Barca de Hamburgo            | Escadre des hourques | Comté de Donegal                   | |
| Castillo negro               | Escadre des hourques | Comté de Donegal                   | |
| El Gran Grifón               | Escadre des hourques | Comté de Donegal (transit)         | Fait naufrage le 27 septembre 1588 au large de Stroms Hellier, Fair Isle, Écosse                                                    |
| San Juan de Sicilia          | Escadre du levant    | Comté de Donegal                   | Explose le 5 novembre 1588, Tobermory Bay, sur l’île de Mull, Écosse                                                                |
| Trinidad Valencera           | Escadre du levant    | Comté de Donegal                   | |
| La Girona                    | Galéasse napolitaine | Baie de Donegal (transit)          | Fait naufrage le 30 octobre 1588 au large de Lacada Point, Comté d'Antrim, Irlande                                                  |
| La Lavia                     | Escadre du levant    | Baie de Donegal                    | Fait naufrage le 21 septembre 1588, à Streedagh Strand, Baie de Donegal, Irlande,                                                   |
| Santa Maria de Visón         | Escadre du Levant    | Baie de Donegal                    | Fait naufrage le 21 septembre 1588, à Streedagh Strand, Baie de Donegal, Irlande,                                                   |
| La Juliana                   | Escadre du levant    | Baie de Donegal                    | Fait naufrage le 21 septembre 1588, à Streedagh Strand, Baie de Donegal, Irlande,                                                   |
| Inconnu                      | Inconnu              | Baie de Donegal                    | Fait naufrage le 28 octobre 1588, Baie de Donegal, Irlande.                                                                         |
| Inconnu                      | Inconnu              | Baie de Donegal                    | Fait naufrage le 28 octobre 1588, Baie de Donegal, Irlande.                                                                         |
| Ciervo Volante               | Escadre d'Urcas      | Tirawley                           | |
| San Nicolás Prodaneli        | Escadre du levant    | Broad haven                        | |
| San Pedro el Mayor (?)       | Escadre d'Urcas      | Devon, Hope Cove                   | Inconnu |
| La Rata Encoronada           | Escadre du levant    | Blacksod Bay                       | Atterri accidentellement et de manière irrécupérable le 15 septembre 1588 à Tullaghan; équipage transféré vers la Duquesa Santa Ana |
| Duquesa Santa Ana            | Escadre andalous     | Blacksod Bay                       | |
| Nuestra Señora de Begoña     |                      | Blacksod Bay                       | |
| El Gran Grin                 | Escadre de Biscaye   | Clew bay                           | |
| Santiago                     | Escadre des hourques | Clew bay                           | |
| San salvador (Calderon)      |                      | Comté de Galway (près)             | |
| Falcón Blanco Mediano        | Escadre d'Urcas      | Comté de Galway                    | |
| Concepción del Cano          | Escadre de Biscaye   | Comté de Galway                    | |
| Inconnu                      |                      | Comté de Galway                    | |
| Zuñiga                       | Galéasse napolitaine | Comté de Clare, Liscannor Bay (en) | Retourne en Espagne après avoir fait escale au Havre                                                                                |
| São Marcos                   | Escadre portugaise   | Comté de Clare                     | |
| San Esteban                  | Escadre de Biscaye   | Comté de Clare                     | |
| La Anunciada                 | Escadre du levant    | estuaire du Shannon                | |
| Barque de Danzig             |                      | estuaire du Shannon                | |
| Santa Maria de la Rosa       | Escadre de Guipúzcoa | estuaire du Shannon                | |
| San Juan (Fernando Horra)    |                      | estuaire du Shannon                | |
| Patache (3)                  |                      | estuaire du Shannon                | |
| Patache                      |                      | Tralee                             | |
| San Juan de Portugal         | Escadre portugaise   | Blasket Sound                      | |
| San Juan Bautista (Aramburu) | Escadre andalouse    | Blasket Sound                      | |
| Patache                      |                      | Blasket Sound                      | |
| La Trinidad (?)              | Escadre andalouse    | Île de Valentia                    | |

## Liste

### La liste de Mortimer
Après la défaite des Espagnols, un certain Mortimer, vice-consul des Pays-Bas, envoya à Philippe II un rapport sur les pertes subies par l'Armada en Irlande, dans les comtés de Tyrconnel et de Connaught (Bibliothèque Cottonienne (Cotton MS Vespasian C)). Dix-sept bâtiments de guerre y avaient péri, tant par la violence des éléments qu'à la suite des attaques de l'ennemi. Ces pertes étaient réparties de la manière suivante:
à Lochfoile, 1 navire, 1 000 hommes à bord;
à Sligo, 3 navire, 1 500 hommes à bord;
à Tyrowley, 1 navire, 400 hommes à bord;
à Kere-Island, 1 navire, 300 hommes à bord;
à Finglasse, 1 navire, 400 hommes à bord;
à Ophaly, 1 navire, 200 hommes à bord;
à Jrisse, 2 navire;
à Galway, 1 navire, 70 hommes à bord;
à Shannon, 2 navire, 600 hommes à bord;
à Shannon, 1 navire;
à Trayle, 1 navire, 24 hommes à bord;
à Diagle, 1 navire, 500 hommes à bord.
La liste reprend les navires échoués entre l'Irlande et la Norvège. Dans un rapport émis à Philippe II figurent les naufrages des bateaux: Rata Encoronada, Duquesa Santa Ana, Girona, Falcón Blanco, Barca de Hamburgo, Trinidad Valencera, Gran Grin, San Nicolás Prodaneli, Santa Maria de Visón, Lavia, Juliana, Ciervo Volante, El Gran Grifón (Écosse), soit 13 navires, 4 444 morts (3428 noyés et 1016 exécutés par les anglais). Plusieurs rapports des autorités anglaises en rapportent 17. Un décompte plus récent ajoute San Juan, Santiago (Norvège), San Marcos, San Esteban, Trinidad, Santa Maria de La Rosa, San Juan de Sicilia (Écosse), porte le nombre de navires échoués à 20 et le nombre de victimes à environ 6 500.

### Escadre du levant
Commandée par Martín de Bertendona, l'escadron du levant comprenait dix navires marchands dont huit sombrent en Irlande. Ils embarquent en Sicile et à Lisbonne.
- Le navire marchand génois Rata Encoronada - 820 tonnes, 419 hommes, 35 canons - sous le commandement de Don Alonso Martínez de Leiva de Rioja, Chevalier de Santiago et second de Zúñiga échoue à Blacksod Bay , actuel comté de Mayo. Son équipage embarque sur la Duquesa Santa Ana et ensuite sur la Girona, lorsque la Duquesa échoue.
- Le navire marchand de Raguse, San Juan de Sicilia - 800 tonnes, 342 hommes - échouerait lors d'un sabotage anglais dans la baie de Tobermory, île de Mull, Écosse. Toutes les tentatives de retrouver des vestiges du bateau sont demeurées infructueuses[21].
- Le navire marchand vénitien Trinidad Valencera - 1 100 tonnes, 360 hommes, 42 canons, escadron du Levant - échoue à Kinnagoe Bay, Comté de Donegal. Il emporte avec lui l'équipage du Barca de Hamburgo qui a sombré. Les équipages sont débarqués sains et saufs. La plupart sont par la suite exécutés, certains exfiltrés en Écosse, ou rançonnés. Le Sub-aqua club de Derby est crédité de la découverte du Trinidad Valencera en 1971. L'épave sera explorée par Colin Martin entre 1971 et 1983[20]. Les vestiges du bateau sont exposés à l'Ulster Museum.
- Le navire marchand de Raguse, Anunciada - 703 tonnes, 24 canons, 275 hommes - est incendié et sabordé hors Kilrush le 12 septembre. L'équipage transféré sur le Barco de Dantzig, qui les mène en sécurité en Espagne après que l'escadron a quitté l'estuaire du Shannon, le 11 septembre.
- Le navire marchand de Raguse/Dubrovnik, San Nicolás Prodaneli - 834 tonnes, 355 hommes.

Trois navires sombrent à Streedagh Strand, Comté de Sligo:
- Le navire marchand vénitien La Lavia, vice-amiral, 728 tonnes, 274 hommes, 25 canons. Francisco de Cuéllar, rescapé du naufrage, fait un récit notable de son expérience sur la flotte et son parcours en Irlande.
- Le navire marchand catalan La Juliana, 860 tonnes, 325 soldats et 70 membres d'équipage, 32 canons. Des vestiges de l'épave du Juliana ont été découverts au large de l'Irlande, comté de Sligo. Le Juliana fait naufrage avec deux autres galions, 21 septembre 1588. Parmi les victimes du naufrage se trouvaient plus de 325 soldats et 70 membres d'équipage. Construit près de Barcelone en 1570, le navire marchand sillonnait les routes commerciales entre l'Espagne et Italie avant d'être réquisitionné par Philippe II et équipé comme un navire de guerre avec 32 canons pour les besoins de l'Armada. Près de 400 ans, l'épave de La Juliana demeura cachée en toute sécurité sous les fonds marins jusqu'à ce que des plongeurs la découvrent en 1985 et récupèrent trois de ses canons. Des fouilles archéologiques en 2015 ont permis de remonter neuf autres canons. Les canons et autres artefacts ramenés à la surface ont été amenés au Musée national d'Irlande à Dublin pour des travaux de conservation, qui devraient prendre au moins deux ans[22]. Douze canons de La Juliana ainsi que les épaves de deux autres navires de guerre: Le La Lavia de 25 canons et le Santa Maria de Visón de 18 canons sont, on le suppose, encore à découvrir aux alentours du site[22]. Des travaux d'arpentage sous-marins ont commencé d’autre part pour trouver les charniers des 60 survivants du San Marcos et du San Esteban exécutés au lieu-dit Spanish Point (Comté de Clare), elle pourrait conduire à un projet archéologique plus détaillé à l'avenir[22].
- Le navire marchand de Raguse/Dubrovnik, Santa Maria de Visón, 666 tonnes, 307 hommes, 18 canons.

### Escadre des hourques
Commandée par Juan López de Medina, composé de 23 unités.
- Le Ciervo Volante - 400 tonnes, 222 hommes -
- El Gran Grifón - 650 tonnes, 286 hommes - navire amiral de Juan Gómez de Medina, fait naufrage, le 27 septembre 1588 à Stroms Hellier, Fair Isle, Orkney Islands, Écosse. Bien que les insulaires furent peu enclin à refuser l'hospitalité aux nouveaux arrivants, armés et supérieurs en nombre, les archives suggèrent que les Espagnols se comportèrent comme de parfaits gentlemans. Les marins et les soldats restèrent là pendant deux mois, avant de pouvoir embarquer pour St Andrews et Édimbourg et mettre les voiles pour l'Espagne, après que la reine Élisabeth leur eut promis qu'ils ne seraient pas attaqués dans leur voyage de retour. Mais elle leur promit seulement que les navires ne seraient pas attaqués par l'Angleterre; elle informa les Pays-Bas de leur voyage et ils furent attaqués en route par des navires de guerre néerlandais; la moitié des soldats ne revit jamais l'Espagne[23],[16]. Sydney Wignall et Colin Martin sont crédités de la découverte du Gran Grifón en 1970[20].
- Le Barca de Hamburgo - 600 tonnes, 264 hommes - coule et son équipage est récupéré par le Trinidad Valencera
- Le Falcón Blanco Mediano - 300 tonnes, 103 hommes - Perdu au large des côtes du Connemara , Comté de Galway, probablement près de Inish Boffin, sur le Freaghillaun Rock?, Irlande.
- Le Santiago - 600 tonnes, 86 hommes - Échoue près de Mosterhamn , Hardangerfjord, sud de Bergen, Norvège.

### Galéasse napolitaine, Le trésor de La Girona
La Girona - galéasse, 700 tonnes, 289 hommes - fait naufrage le 30 octobre 1588 au large de Lacada Point, Comté d'Antrim, non loin de la Chaussée des Géants . Les équipages du Santa Maria Rata Encoronada et du Duquesa Santa Ana qui avaient fait naufrage se trouvaient à bord de la Girona; le naufrage fait donc 1 295 victimes. Les premières tentatives de sauvetage de la Girona furent effectués dans les mois qui suivirent le naufrage, par Sir George Carew, qui se plaignit de la dépense occasionnée par les quantités d'usequebaugh (Uisce Beatha - whisky pour irlandais) données aux plongeurs. Sorley Boy MacDonnell récupéra 3 canons en laiton et 2 coffres de trésors. Les canons du navire furent installés dans les corps de garde du château et les restes de la cargaison vendus, les fonds utilisés pour restaurer le château.
En 1967 et 1968, au large de la côte de Portballintrae, une équipe de plongeurs belges incluant Robert Sténuit découvrit l'épave et ramena à la surface le plus important trésor de l’Armada jamais découvert, fortune en bijoux (dont un dragon volant en or et en pierreries) plusieurs chaines en or d'un poids de 4 livres exposés désormais dans l'Ulster Museum à Belfast. L'Ulster Museum possède les vestiges de deux autres navires de la flotte, le Trinidad Valencera qui a échoué dans Kinnagoe Bay, Comté de Donegal et la Santa Maria de La Rosa qui a coulé soudainement dans Blasket Sound, Comté de Kerry. Le site de l'épave est placé sous la législation du Protection of Wrecks Act au 22 avril 1993.

### Escadre de Guipúzcoa
- Le Santa Maria de La Rosa- 945 tonnes, 297 hommes, Escadron Guipuzcoa- échoue à Blasket Sound,  à la pointe de la Péninsule de Dingle, Comté de Kerry. Sydney Wignall et Colin Martin sont crédités de la découverte de la Santa Maria de la Rosa en 1969[20]. Les vestiges du bateau sont exposés à l'Ulster Museum.
- Le San Esteban - 736 tonnes, 264 hommes, 26 canons - échoue près de Doonbeg River, Comté de Clare, Irlande.

### Escadre andalouse
Le périple de la Duquesa Santa Ana - 900 tonnes, 357 hommes, 23 canons - est connu par le témoignage de James Machary, un Irlandais, enrôlés de force sur le navire au Portugal. La Duquesa Santa Ana prend en charge l'équipage du Santa Maria Rata Encoronada et finit par échouer à Loughros Mor Bay. Les deux équipages sont alors pris en charge par La Girona.

### Escadre portugaise
Le São Marcos (San Marcos) - 790 tonnes, 409 hommes - fait naufrage sur les côtes du comté de Clare, Irlande. Été 2014, une nouvelle initiative pour localiser les restes du San Marcos, démarre des opérations de plongée. L'initiative appelée San Marcos Project a réuni un groupe d'universitaires, de scientifiques et de plongeurs, employant des techniques de recherche et d'enquête à la pointe.

### Escadre de Biscaye
- Le Gran Grin - 1 160 tonnes, 329 hommes - vice-amiral échoué le 24 de septembre près de l'île de Clare.
- L'auteur Ken Douglas renseigne sur le Concepción de Juan del Cano - 418 tonnes, 225 hommes - faisant naufrage à Mace head, près de Galway, probablement en se heurtant au rocher connu sous le nom de duirling na spainneach, les survivants livrés par tadgh na buile O'Flaherty à Bingham[27].

### Autres
- Le San Juan - 530 tonnes, 276 hommes , Castille -
- Le San Juan de Ragusa - 650 tonnes, 285 hommes - coule peut-être en percutant le récif Dunbinna. Îles Blasket
- Le Trinidad - 872 tonnes, 302 hommes - fait naufrage sur la côte de Desmond - probablement sur l'Île de Valentia

### Autres vestiges
En 1797, une quantité de plomb et quelques canons en laiton sont enlevés de l'épave d'un navire inconnu de l'Armada à Mullaghderg dans le comté de Donegal. Deux miles plus au sud, en 1853, une ancre est récupérée d'une autre épave inconnue del'Armada.

## L'Armada espagnole d'Irlande dans la culture
- La Suite Grainuaile (1985), un traitement orchestral de la vie de la mer de la reine d'Irlande Gráinne O'Malley, par le compositeur irlandais Shaun Davey, contient une complainte sur les débarquements espagnols en Irlande,

chanté par Rita Connolly.
Le naufrage de La Girona a été commémoré dans les illustrations de l'Armada et la côte d'Antrim qui apparaissent au verso des billets en livres sterling émis par la First Trust Bank en Irlande du Nord.